# South Pekin
South Pekin est un village situé au centre du comté de Tazewell dans l'Illinois, aux États-Unis,. Le village est fondé en 1917 et incorporé le 23 septembre 1921.

## Démographie
Lors du recensement de 2010, le village comptait une population de 1 146 habitants. Elle est estimée, en 2016, à 1 113 habitants.

### Source de la traduction
- (en) Cet article est partiellement ou en totalité issu de l’article de Wikipédia en anglais intitulé « South Pekin, Illinois » (voir la liste des auteurs).